# Araschnia separata
Araschnia separata är en fjärilsart som beskrevs av Kardakoff 1928. Araschnia separata ingår i släktet Araschnia och familjen praktfjärilar. Inga underarter finns listade i Catalogue of Life.